# 新庄子 (臺中市大甲區)
新庄子，原寫為新庄仔，是臺灣臺中市大甲區的一個傳統地域名稱，位於該區北半葉的西南部。相較於今日行政區，其範圍大致為建興里南部邊界地帶、龍泉里最南端、孟春里最西端，以及大安區頂安里北部邊界地帶。
本地區昔日為大安溪主流及北側分流所圍成的沙洲地。其後大安溪整治時在兩岸設立堤防，本地區大部分位於堤防內而成為河川地，僅餘東北側一小塊地位於堤防外。

## 歷史
台灣清治末期，新庄子地區為一街庄，稱為「新庄仔庄」，隸屬於苗栗三堡。該庄輪廓略呈西北－東南走向狹長形，西北臨台灣海峽，東北與雙藔庄、五里牌庄為鄰，東南邊為九張犁庄，西南邊為三十甲庄、頂大安庄、田心仔庄。
1901年（日明治三十四年）11月，全台廢縣廳改設二十廳，該庄隸屬於苗栗廳。1903年（明治三十六年）6月，該庄編入「五里牌區」，仍隸屬於苗栗廳。1909年（明治四十二年）10月，全台二十廳合併為十二廳，苗栗廳廢止，五里牌區改隸屬於臺中廳。1920年（大正九年），全台地方制度大改正，該庄改制並雅化地名用字為「新庄子」大字，隸屬於臺中州大甲郡大甲庄。1933年，大甲庄升格為大甲街。
戰後大甲街改制為大甲鎮，隸屬於臺中縣，大字亦改制為里。1950年10月，中、彰、投分治，大甲鎮隸屬不變。2010年12月，隨著臺中縣、市合併為直轄臺中市，大甲鎮改制為大甲區。

## 聚落
本地區發展較早的聚落為新庄仔、田心等，在日治期初期的官方地圖上已有記載。大安溪整治時在兩岸設立堤防，上述聚落因位於堤防內而遷村，目前均為河川地。

## 交通
省道台61線又稱「西部濱海快速公路」，是新北市八里至臺南市安南的快速公路，大致以北北東－南南西走向跨越新庄子地區西部，可快速前往台灣西部海岸各地。
大安溪北側堤防道路（北堤西路）為本地區主要連絡道路。